# Asociación de Gobierno Responsable
La Asociación de Gobierno Responsable (en inglés: Responsible Government Association; RGA), llamada Partido de Rodesia desde 1923, fue un partido político de Rodesia del Sur. 
Fundado en 1917, inicialmente abogó por un Gobierno Responsable para Rodesia del Sur dentro del Imperio Británico, en vez de la incorporación a la Unión Sudafricana. Cuando se logró el régimen de Gobierno Responsable en 1923, el partido se convirtió en partido gobernante en Rodesia del Sur. En 1934 el partido se fusionó con el ala derechista del Partido Reformista, para crear el Partido Unido, el cual permaneció en el poder por otros 28 años, hasta su desaparición en 1965. 

## Historia

### Asociación de Gobierno Responsable (1917-1923)
Dirigida por Sir Charles Coghlan, un abogado de Bulawayo originario de Sudáfrica, la RGA se formó en 1917, y participó por primera vez en las elecciones de 1920 para el Consejo Legislativo de la colonia. La plataforma principal del partido era su apoyo a la instalación del Gobierno Responsable para Rodesia del Sur dentro del Imperio Británico y su férrea oposición a la incorporación a la Unión Sudafricana, creada en 1910 por el Acta de Sudáfrica de 1909. En esta campaña, el RGA se alió con el Partido Laborista, mientras que se ganó como oponentes a los unionistas, que abogaban por la integración con Sudáfrica. En los comicios la coalición resultó ganadora con 11 de los 13 escaños electos por voto. Como consecuencia, se organizó un referéndum gubernamental en 1922, y el Gobierno Responsable se impuso en la consulta. Así, Rodesia del Sur se hizo autónoma y semiindependiente dentro del Imperio en octubre de 1923.

### Partido de Rhodesia (1923-1934)
Coghlan se convirtió en Primer Ministro de Rodesia del Sur, y el partido continuó como su vida política bajo el nombre de Partido de Rodesia, que tenía apoyo en una base popular más grande, llegando a incluir varios ex unionistas en su gabinete. Permaneció en el poder hasta los comicios de septiembre de 1933, cuando el partido ganó el voto popular pero solo pudo obtener 9 de los 30 escaños, respecto a los 16 que tenía, perdiendo las elecciones contra el Partido Reformista. Aunque el Partido Reformista tenía fama de ser de izquierda, muchos de sus miembros, incluyendo al nuevo Primer Ministro, el Dr. Godfrey Huggins, eran políticamente conservadores. Al poco tiempo de asumido el nuevo gobierno, el Partido de Rodesia de fusionó con los miembros más derechista del Partido Reformista, formando en 1934 el Partido Unido .

### Posterioridad
Con Huggins como líder de lista, el Partido Unido derrotó rorundamente al ala izquierdista del Partido Reformista en laselecciones realizadas ese año. A partir de entonces, el Partido Unido permaneció durante tres décadas en el poder, con Huggins dirigiéndolo hasta su retiro de la política en 1956. El Partido se rebautizó a sí mismo como Partido de Rodesia Unida en 1953, poco después de que Rodesia del Sur se federara con Rodesia del Norte y Nyasalandia. En 1958 se fusionó con el Partido Federal, formando el  Partido Federal Unido. Sus líderes incluían a Garfield Todd y Edgar Whitehead, quienes siguieron políticas levemente reformistas que llevaron a una mayor participación política de los africanos negros. Fue expulsado del poder después de la victoria electoral del Frente Rodesiano en las elecciones de 1962 y para 1965 el partido estaba disuelto.
El nombre del Partido de Rhodesia fue revivido dos veces. Tras la derrota electoral de la UFP en 1962, la oposición se reagruparía bajo el apodo de RP y Roy Welensky intentó sin éxito reingresar al Parlamento, persiguiendo una plataforma moderada en oposición al gobierno de RF y la UDI. En 1973, el nombre fue revivido nuevamente por los moderados blancos que ingresaron a las elecciones de 1974 con una plataforma reformista pero no obtuvieron escaños.